# جین-دنیل کادینوت
جین-دنیل کادینوت (فرانسوی: Jean-Daniel Cadinot‎؛ زاده ۱۰ فوریهٔ ۱۹۴۴ درگذشته ۲۳ آوریل ۲۰۰۸) یک بازیگر پورنوگرافی اهل فرانسه بود.